# Дженнет, Эбби
Э́бби Дже́ннет (англ. Abby Gennet; 15 июня 1971, Майами, Флорида, США) — американская певица и гитаристка.

## Биография
Эбби Дженнет родилась 15 июня 1971 года в Майами (штат Флорида, США). Эбби была чирлидершой во времена учёбы в средней школе. В 1993 году Дженнет окончила Флоридский университет, получив степень в фотожурналистике.
Эбби начала свою музыкальную карьеру в начале 1990-х годов и с тех пор она была участницей нескольких рок-групп, включая «Riot Brides», в которую она входит и по сей день.
С 14 мая 2005 года Эбби замужем за музыкантом Бреттом Скаллионисом (род.1971). У супругов есть два сына — Джаггер Сонг Скаллионис (род.07.09.2007) и Сойер Круз Скаллионис (род.09.12.2010).